# Torra d'Erbalunga

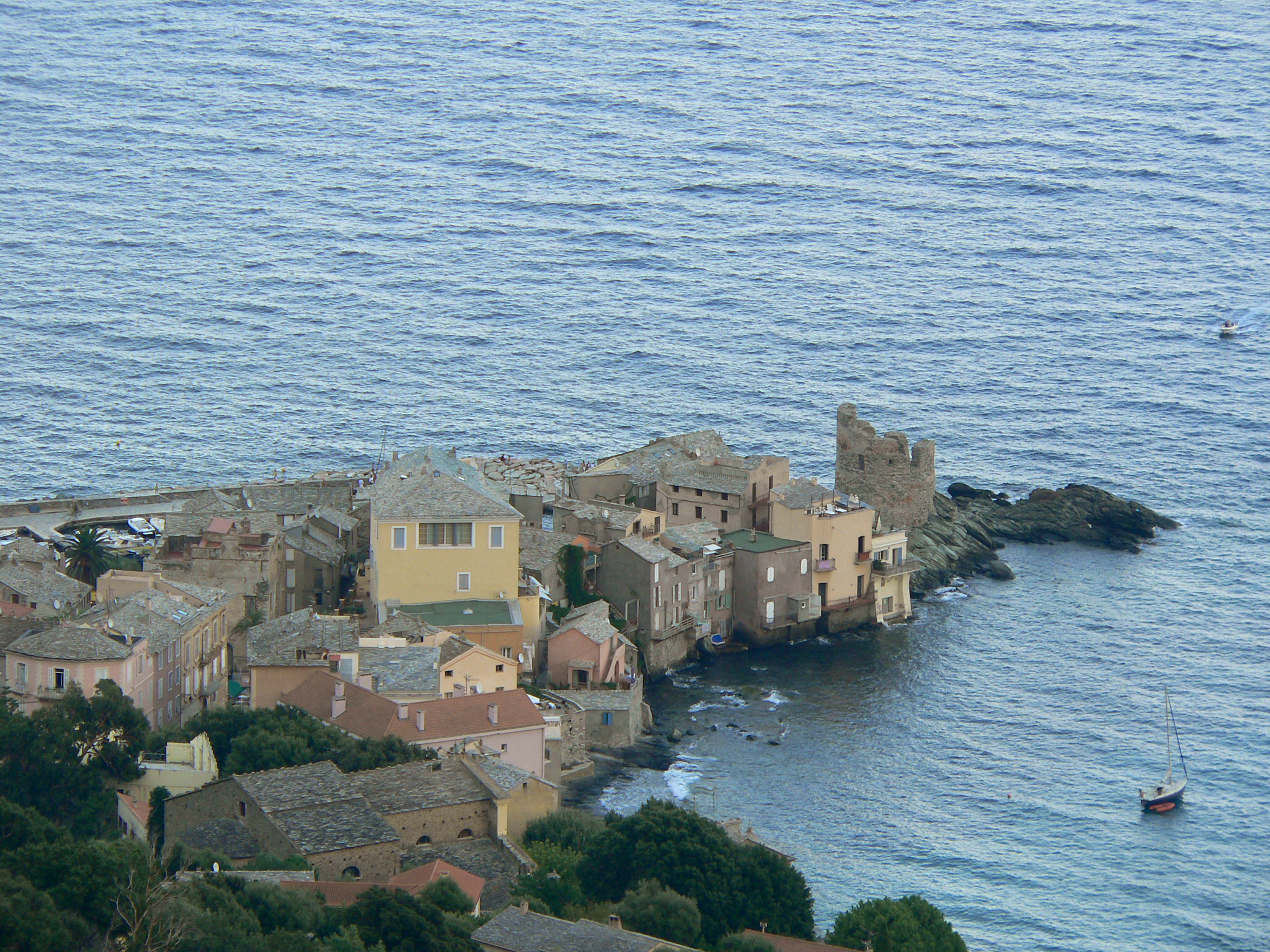
Torra d'Erbalunga

De Torra d'Erbalunga is een Genuese toren op het eiland Corsica, in het dorp Erbalunga in de gemeente Brando in het Franse departement Haute-Corse. Genuese torens  (in het Frans tours génoises) zijn overblijfselen van de Genuese bezetting van Corsica (1347-1729).
Het is een monument historique van Frankrijk.